# Polyrhachis doddi
Polyrhachis doddi é uma espécie de formiga do gênero Polyrhachis, pertencente à subfamília Formicinae.